# Clydie King

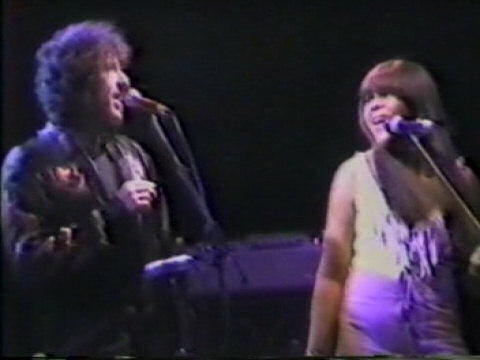
King (r.) mit Bob Dylan in Avignon, Frankreich (1981)

Clydie Mae King (* 21. August 1943 in Dallas, Texas; † 7. Januar 2019 in Monrovia, Kalifornien) war eine US-amerikanische Soul-, R&B- und Funk-Sängerin, die vor allem als Backgroundsängerin für Ray Charles, Bob Dylan, Elton John, Neil Diamond, The Rolling Stones und andere in den 1960ern und 1970ern aktiv war.

## Leben
Clydie King kam 1943 in Dallas zur Welt und wurde nach dem frühen Tod ihrer Mutter von ihrer älteren Schwester aufgezogen. Sie sang schon als Kind im Kirchenchor. In den frühen 1950er Jahren siedelte sie mit ihrer Familie nach Los Angeles über. Dort trat sie im Alter von acht Jahren in Art Linkletters Talentshow auf.

## Karriere
1956 wurde King von Richard Berry entdeckt. Noch im gleichen Jahr erschien bei RPM Records ihre erste Single, Oh Me (als „Little Clydie & the Teens“). Anschließend war sie für drei Jahre Mitglied der Raelettes, die als Backgroundgruppe für Ray Charles fungierten. In den frühen 1960er Jahren steuerte King Begleitgesang auf frühen Aufnahmen von Phil Spector bei.
Es kamen eigene Singles als Solokünstlerin bei Specialty, Philips, Imperial und anderen Plattenfirmen heraus, von denen es aber nur wenige in die Charts schafften. Die Single ‘Bout Love erreichte 1971 beispielsweise Platz 45 der US-R&B-Charts. 1970 erschien ihr Debütalbum Direct Me, welches Robert Christgau in seinem Nachschlagewerk Christgau's Record Guide: Rock Albums of the Seventies (1981) mit dem Stil von Diana Ross und Martha Reeves vergleicht.
In den 1970er Jahren war King eine gefragte Backgroundsängerin für bekannte Sänger und Gruppen der Dekade, solo als auch mit Venetta Fields und Sherlie Matthews als Teil des Trios The Blackberries. Die Blackberries sind auf einigen Motown-Platten der frühen 1970er Jahre zu hören. 1970 begleitete die Gruppe Joe Cocker auf seiner US-Tournee Mad Dogs & Englishmen. Aus dem Filmmaterial wurde später ein gleichnamiger Konzertfilm gemacht.
Zusammen mit Venetta Fields spielte King das fiktive Background-Duo „The Oreos“ in der 1976er Verfilmung von A Star Is Born mit Barbra Streisand und Kris Kristofferson.

## Privates
Aus ihrer ersten Ehe mit Robin Hale hat King drei Söhne. Aus ihrer zweiten Ehe mit Tony Collins stammt eine Tochter, Delores Collins. 1998 behauptete Susan Ross, eine ehemalige Freundin von Bob Dylan, dass King und Dylan heimlich geheiratet und zwei Kinder miteinander gehabt hätten. Hierfür gibt es jedoch keine Quellen oder Bestätigungen. In Kings Nachrufen werden nur ihre vier Kinder aus ihren beiden Ehen erwähnt.
Clydie King starb am 7. Januar 2019 im Alter von 75 Jahren an den Folgen einer Blutinfektion.

## Diskografie

### Studioalben
- 1970: Direct Me (Lizard Records A-20104)
- 1973: Brown Sugar Featuring Clydie King (Chelsea Records BCL1-0368) – als Brown Sugar
- 1976: Rushing to Meet You (Tiger Lily Records TL 14037)
- 1977: Steal Your Love Away (Baby Grand SW1062)

### Compilations
- 2007: The Imperial and Minit Years (Stateside 5099950958122)

### Singles
- 1956: "Oh Me" / "A Casual Look" (RPM Records) – als Little Clydie & the Teens
- 1957: "Our Romance" / "Written on the Wall" (Specialty 605)
- 1958: "I'm Invited To Your Party" / "Young Fool in Love" (Specialty 642)
- 1962: "The Boys in My Life" / "Promises" (Philips 40001) – als Clydie King & the Sweet Things
- 1962: "The Wrong Side of Town" / "Who Do You Love" (Philips 40049) – mit Mel Carter
- 1962: "Turn Around" / "Don't Hang Up the Phone" (Philips 40051)
- 1962: "Only the Guilty Cry" / "By Now" (Philips 40107) – als Clydie King & the Sweet Things
- 1965: "The Thrill Is Gone" / "If You Were a Man" (Imperial 66109)
- 1965: "Home of the Brave" / "Our Song" (Phi-Dan Records) – als Bonnie & the Treasures
- 1965: "Missin' My Baby" / "My Love Grows Deeper" (Imperial 66139)
- 1966: "He Always Comes Back to Me" / "Soft and Gentle Ways" (Imperial 66172)
- 1967: "One of Those Good For Cryin' Over You Days" / "My Mistakes of Yesterday" (Minit 32025)
- 1967: "Ready, Willing and Able" / "We Got A Good Thing Goin'" (Minit 32021) – mit Jimmy Holiday
- 1967: "I'll Never Stop Loving You" / "Shing-a-Ling" (Minit 32032)
- 1967: "A Hunk of Funk" / "My Mistakes of Yesterday" (Liberty 15 030) – mit Gene Dozier and the Brotherhood
- 1969: "One Part, Two Part" / "Love Now, Pay Later" (Minit 32054)
- 1969: "Call Me Later" / "I Like the Way You Love Me" (Double Shot Records 145) – mit Foxy
- 1969: "Mighty Quinn" / "Chimes of Freedom" (Ode 121) – mit The Brothers and Sisters of Los Angeles
- 1969: "The Times They Are a-Changin'" / "Mr. Tambourine Man" (Ode 123) – mit The Brothers and Sisters of Los Angeles
- 1971: "Trouble" / "I Like the Way You Love Me" (Double Shot Records 153) – mit Foxy
- 1971: "'Bout Love" / "First Time, Last Time" (Lizard 45-21007)
- 1971: "Never Like This Before" / "The Long and Winding Road" (Lizard X-21005)
- 1972: "Mockingbird" / "Jackson Highway" (Reprise REP 1120) – mit Barry Goldberg
- 1972: "Somebody Up There" / "But I Love Him" (MoWest 5020) – mit The Blackberries
- 1972: "Didn't I" / "Moonlight and Taming You" (Chelsea Records BCB 0-149) – als Brown Sugar
- 1973: "Loneliness (Will Bring Us Together Again)" / "Don't Hold Back" (Chelsea Records) – als Brown Sugar
- 1973: "Dance to the Music" / "Love Can Bring You Down" (Chelsea Records BCB0-0239)
- 1973: "Don't Change On Me" / "Twist and Shout" (A&M 1442) – mit The Blackberries
- 1974: "Punish Me" / "Punish Me (Instrumental)" (UK Records UK-2801)
- 1977: "Streets Full of Flowers" / "Streets Full of Flowers" (Whisper WX 2345)
- 1979: "O Holy Night" / "O Holy Night" (Pronto PD 1979) – mit The Joe Long Sound & Pat Hodges

### Auftritte als Backgroundsängerin (Auswahl)
- 1970: "Hummingbird" von B. B. King (Album: Indianola Mississippi Seeds)
- 1970: "Childsong" und "Missa" von Neil Diamond (Album: Tap Root Manuscript)
- 1970: "Sweet Memories" von Ray Charles (Album: Love Country Style)
- 1971: Album Rotten to the Core! von Crabby Appleton
- 1971: Album Touch von The Supremes
- 1971: Album Gary St. Clair von Gary St. Clair
- 1971: Album Gandharva von Beaver & Krause
- 1971: Album Judee Sill von Judee Sill
- 1971: "Chicago" von Graham Nash (Album: Songs for Beginners)
- 1972: "City of New Orleans" von Arlo Guthrie (Album: Hobo's Lullaby)
- 1972: Album Exile on Main St von The Rolling Stones
- 1972: Album Can’t Buy a Thrill von Steely Dan
- 1972: Album The Smoker You Drink, the Player You Get von Joe Walsh
- 1973: Album Eat It von Humble Pie
- 1973: Album Madura II von Madura
- 1973: Album Cameo von Dusty Springfield
- 1973: Album Don't Cry Now von Linda Ronstadt
- 1974: Album Martha Reeves von Martha Reeves
- 1974: Album Heart Like a Wheel von Linda Ronstadt
- 1974: "Sweet Home Alabama" von Lynyrd Skynyrd (Album: Second Helping)
- 1974: Album Caribou von Elton John
- 1976: Album The Royal Scam von Steely Dan
- 1976: Soundtrack-Album von A Star Is Born (mit Venetta Fields als „The Oreos“)
- 1977: Album Baby It's Me von Diana Ross
- 1977: Album Aja von Steely Dan
- 1978: Album I Had to Fall in Love von Jean Terrell
- 1978: Album Atlanta's Burning Down von Dickey Betts
- 1979: Album Take It Easy von Chuck Girard
- 1980: Album Saved von Bob Dylan
- 1981: Album Shot of Love von Bob Dylan
- 1983: Album Infidels von Bob Dylan
- 1985: Album Biograph von Bob Dylan
- 1988: Album Down in the Groove von Bob Dylan
- 1995: "Ode to Billie Joe" für Ray Charles (Album: It's A Blues Thing)